# Tetranychus singularis
Tetranychus singularis är en spindeldjursart som beskrevs av Guanilo, Flechtmann och Moraes 2008. Tetranychus singularis ingår i släktet Tetranychus och familjen Tetranychidae. Inga underarter finns listade i Catalogue of Life.